# Cotgrave (Nottinghamshire)
Cotgrave est un village et paroisse civile situé dans le district de Rushcliffe, dans le Nottinghamshire, en Angleterre. Il se trouve à 8 km au sud-est du centre de Nottingham. Le village est situé au bord du South Notinghamshire Wolds, à environ 40 m au-dessus du niveau de la mer.